# Hrabarivka, Pîreatîn
Hrabarivka (în ucraineană Грабарівка) este o comună în raionul Pîreatîn, regiunea Poltava, Ucraina, formată numai din satul de reședință.

## Demografie
Componența lingvistică a comunei Hrabarivka
     Ucraineană (98,1%)
     Rusă (1,75%)
     Alte limbi (0,16%)
Conform recensământului din 2001, majoritatea populației comunei Hrabarivka era vorbitoare de ucraineană (98,1%), existând în minoritate și vorbitori de rusă (1,75%).